# Ceratina callosa
Ceratina callosa ist eine Biene aus der Familie der Apidae.

## Merkmale
Die Bienen haben eine Körperlänge von 8 bis 10 Millimetern (Weibchen) bzw. 7 bis 10 Millimetern (Männchen). Der Körper der Weibchen ist hauptsächlich metallisch blau gefärbt, der Kopf und das Mesonotum ist teilweise schwarz. Die Stirnplatte (Clypeus) ist mittig, die Calli und die Schienen (Tibien) an der Basis weiß gefleckt. Der Grat neben der Kehlrinne ist schon ab der Mitte nach hinten abgerundet. Die horizontale Fläche des Propodeums ist nur hinten seitlich Richtung Stutz kantig. Die Männchen sehen den Weibchen ähnlich, ihr Labrum und die Stirnplatte sind jedoch großteils weiß gefärbt. Das siebte Tergit ist wenig eingesattelt und hat mittig eine Längskante. 

## Vorkommen und Lebensweise
Die Art ist in Nordwestafrika, Spanien, Südfrankreich und Italien verbreitet. In älterer Literatur finden sich auch Nachweise in Mitteleuropa, die sich jedoch auf die damals nicht unterschiedene Art Ceratina chalybea beziehen. Die Tiere fliegen im Mittelmeerraum von Mitte April bis Ende Oktober. Die Art sammelt Pollen an verschiedenen Pflanzenfamilien. Welche Kuckucksbienen die Art parasitieren, ist nicht bekannt. 

## Belege
Felix Amiet, M. Herrmann, A. Müller, R. Neumeyer: Fauna Helvetica 20: Apidae 5. Centre Suisse de Cartographie de la Faune, 2007, ISBN 978-2-88414-032-4.